# 오스라거
오스라거(고대 아일랜드어: Osraighe, 아일랜드어: Osraí 오스리, 영어: Ossory 오소리[*])는 오늘날의 킬케니 주와 레이시 주 서부를 점유했던 고중세 아일랜드섬의 연맹왕국이다. 지배 왕조는 달 비른 왕조였으며, 왕들은 막 기얼라 파드라그 성을 사용했다.
전설에 따르면 오스라거는 1세기에 옹구스 오스리허가 건국했으며 렌스터의 속국이었다. 5세기 무운의 코르쿠 리그더가 달 비른 왕조를 폐하고 오스라거를 합병했다. 7세기에 달 비른 왕조가 다시 힘을 되찾았지만 859년까지 명목상 무운의 일부였다가 커르발 막 둔렁거 왕 때 독립을 되찾았다. 이후 오스라거 왕들은 향후 3세기 동안 아일랜드 섬의 정치사에 중요한 역할을 맡았지만 섬 전체를 다스리는 지고왕 후보로 간주된 적은 한 번도 없다. 12세기 초 오스라거는 왕위 계승 문제로 분열했고 다시 렌스터와 국경을 맞대게 되었다.
1169년 노르만인의 아일랜드 침공이 시작되었고 오스라거는 펨브룩 백작 윌리엄 마셜에 의해 거의 전 국토가 짓밟혔다. 영토의 북쪽만 살아남아 왕조를 이어갔다. 1537년 마지막 계승자 브리안 오그 막 기얼라 파드라그가 잉글랜드 왕 헨리 8세에게 항복, 칭신했다. 헨리 8세는 1541년 오스라거에 어퍼오소리 남작령을 설치하고 항복한 브리안을 제1대 어퍼오소리 남작으로 봉했다.